# Góra (Orzysz)
Góra (deutsch Gurra, 1938 bis 1945 Gebürge) ist ein Dorf in der polnischen Woiwodschaft Ermland-Masuren, das zur Gmina Orzysz (Stadt- und Landgemeinde Arys) im Powiat Piski (Kreis Johannisburg) gehört.

## Geographische Lage
Góra liegt östlich des Tirklo-Sees (polnisch Jezioro Tyrklo) in der östlichen Woiwodschaft Ermland-Masuren, 24 Kilometer nördlich der Kreisstadt Pisz (deutsch Johannisburg).

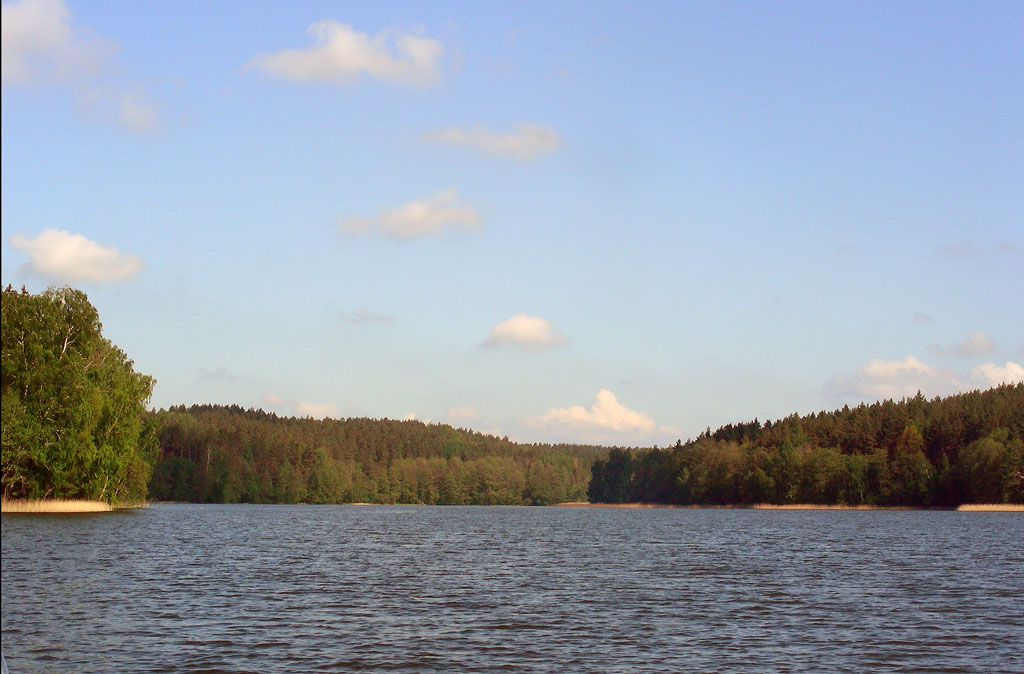
Blick auf den Jezioro Tyrklo (Tirklo-See)

## Geschichte
Das Dorf Geburge, nach 1540 Gurra genannt, wurde vor 1540 gegründet. Zwischen 1874 und 1945 war es in den Amtsbezirk Mykossen (polnisch Mikosze) eingegliedert, der – 1938 in „Amtsbezirk Arenswalde“ umbenannt – zum Kreis Johannisburg im Regierungsbezirk Gumbinnen (ab 1905: Regierungsbezirk Allenstein) der preußischen Provinz Ostpreußen gehörte.
331 Einwohner zählte Gurra im Jahre 1910, im Jahre 1933 waren es 302.
Am 3. Juni (amtlich bestätigt am 16. Juli) 1938 wurde Gurra aus politisch-ideologischen Gründen der Abwehr fremdländisch erscheinender Ortsnamen in „Gebürge“ umbenannt. Die Einwohnerzahl belief sich 1939 wie gehabt auf 302. In Kriegsfolge kam das Dorf dann 1945 mit dem gesamten südlichen Ostpreußen zu Polen und bekam die polnische Namensform „Góra“. Heute ist es Sitz eines Schulzenamtes (polnisch Sołectwo) und somit eine Ortschaft im Verbund der Stadt- und Landgemeinde Orzysz (Arys) im Powiat Piski (Kreis Johannisburg), bis 1998 der Woiwodschaft Suwałki, seither der Woiwodschaft Ermland-Masuren zugeordnet.

## Religionen
Bis 1945 war Gurra in die evangelische Kirche Arys in der Kirchenprovinz Ostpreußen der Kirche der Altpreußischen Union sowie in die römisch-katholische Kirche Johannisburg (polnisch Pisz) im Bistum Ermland eingepfarrt.
Heute gehört Góra katholischerseits zu Orzysz im Bistum Ełk der Römisch-katholischen Kirche in Polen. Die evangelischen Einwohner halten sich zur Kirche in Pisz in der Diözese Masuren der Evangelisch-Augsburgischen Kirche in Polen.

## Verkehr
Góra liegt abseits vom Verkehrsgeschehen und ist über die Nebenstraße 1720N von Orzysz bzw. Cierzpięty (Czierspienten, 1905 bis 1945 Seehöhe) zu erreichen. Eine Bahnanbindung besteht nicht.